# Paul King
Paul King é um escritor, cineasta e roteirista britânico. Ele irigiu 20 episódios da série de comédia The Mighty Boosh (2004–2007), da BBC, e em 2005 recebeu um prêmio da British Academy Television de melhor novo diretor.
Seu trabalho nos filmes de comédia familiar Paddington (2014) e sua sequência de 2017 lhe rendeu uma nomeação ao BAFTA de Melhor Filme Britânico e outra por Melhor Roteiro Adaptado. Em 2023, ele dirigiu e co-escreveu Wonka, um filme que serve como uma prequela do romance de Roald Dahl, Charlie and the Chocolate Factory, explorando as origens do personagem Willy Wonka.